# كوتون ناش
كوتون ناش (بالإنجليزية: Cotton Nash)‏ مواليد 24 يوليو 1942 في جيرسي سيتي، هو لاعب كرة سلة أمريكي سابق. بدأ مسيرته الاحترافية في سنة 1964. تم اختياره من قبل فريق لوس أنجلوس ليكرز خلال الدرافت. يبلغ طوله 6 قدم 5 بوصة (2.0 م). اعتزل اللعب في 1968. لعب مع لوس أنجلوس ليكرز وغولدن ستايت ووريورز.

## روابط خارجية
- كوتون ناش على موقعبيزبول رفرنس.كوم (الدوري الرئيسي) (الإنجليزية)
- كوتون ناش على موقع جمعية أبحاث البيسبول الأمريكية (الإنجليزية)
- كوتون ناش على موقع مشجعي الرسوم البيانية (الإنجليزية)
- كوتون ناش على موقع إن بي أي (الإنجليزية)
- كوتون ناش على موقع سبورتس رفرنس (الإنجليزية)
- كوتون ناش على موقع كلية كرة السلة في سبورتس رفرنس.كوم (الإنجليزية)
- كوتون ناش على موقع ريلجم (الإنجليزية)
- كوتون ناش على موقع بروبوليرز (الإنجليزية)